# Joseph Bonaparte

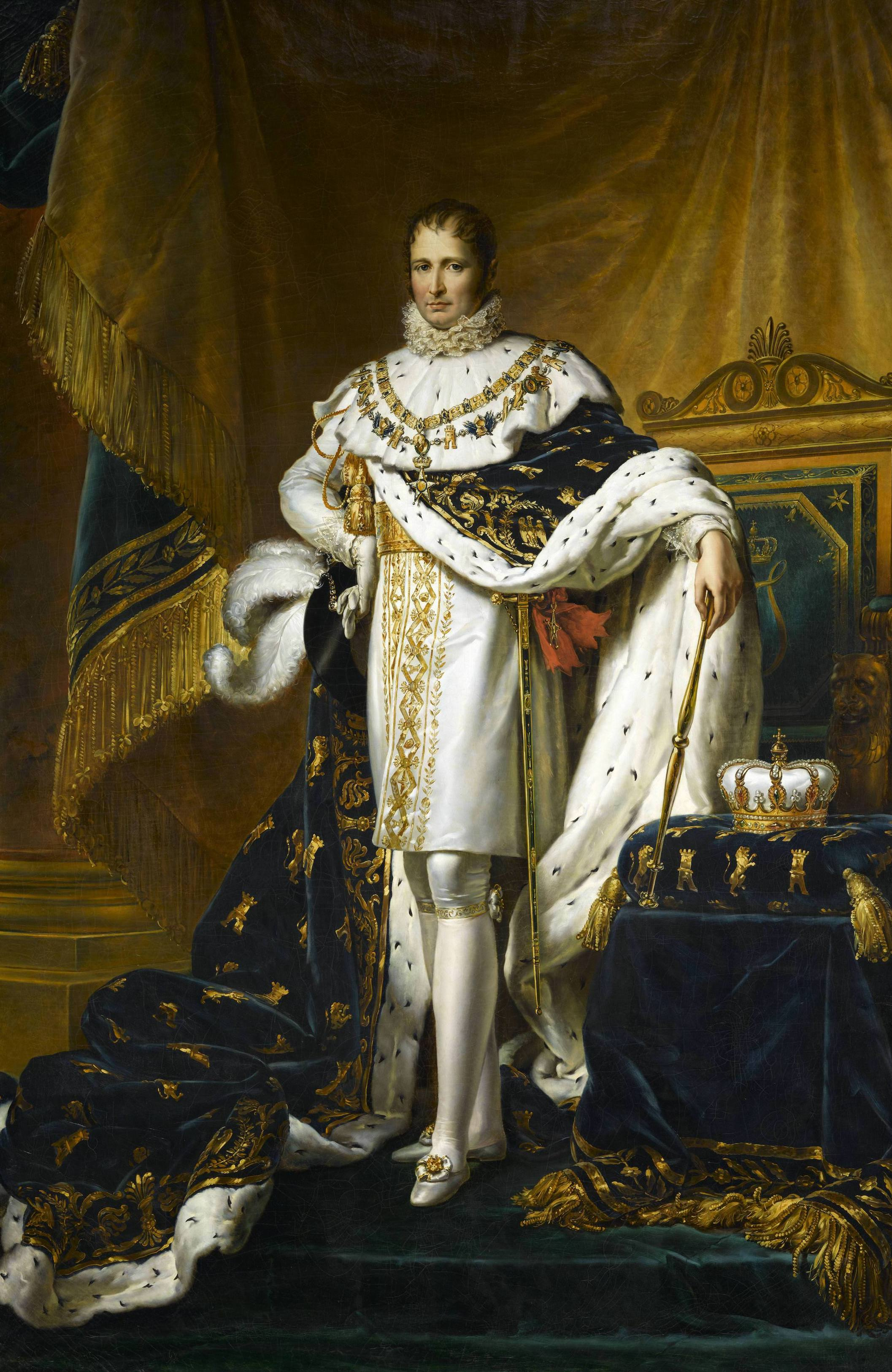
Joseph Bonaparte als König von Spanien

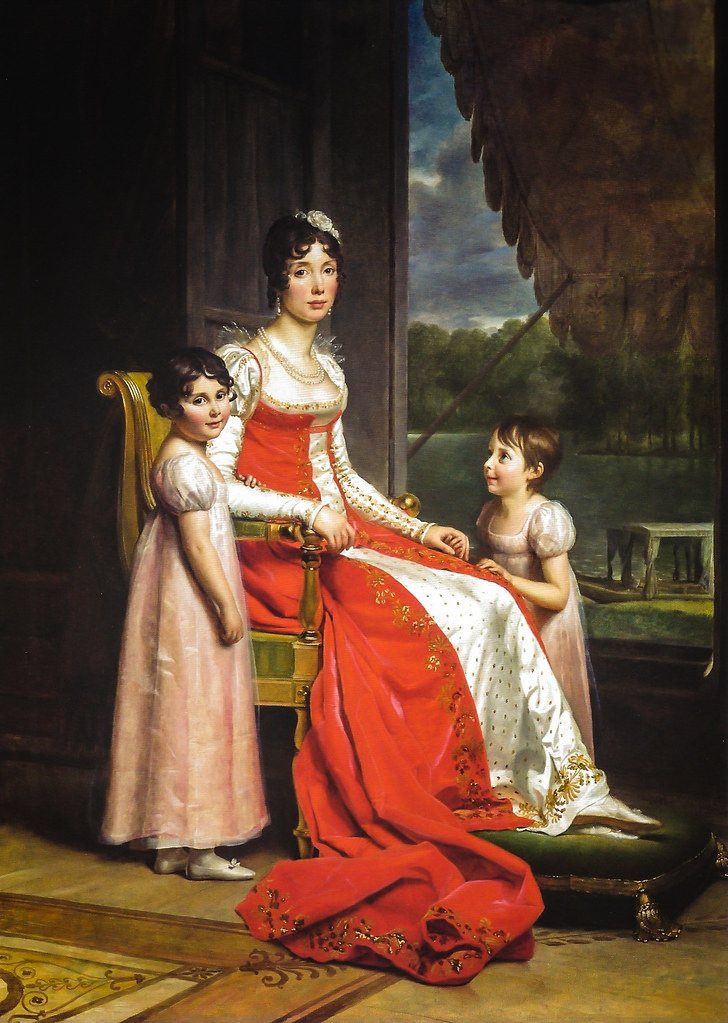
Julie Clary und ihre zwei Töchter (Gemälde von François Gérard, 1808/09)

Joseph Bonaparte (* 7. Januar 1768 in Corte, Korsika; † 28. Juli 1844 in Florenz), geboren als Giuseppe Buonaparte, war der älteste Bruder Napoleons und wurde von ihm erst als Joseph I. (italienisch Giuseppe I) zum König von Neapel (1806–1808) und dann ebenfalls als Joseph I. (spanisch José I) zum König von Spanien (1808–1813) ernannt. Nach dem Sturz Napoleons nannte er sich Comte de Survilliers.

## Frühe Jahre
Joseph war als Giuseppe Buonaparte im Jahr 1768 als Sohn des Notars und Landbesitzers Carlo Buonaparte und der Laetitia Ramolino in Corte, der Hauptstadt der Republik Korsika, geboren. Das junge Ehepaar lebte dort im Haus von Laetitias Onkel Arrighi di Casanova. Die Republik Genua hatte die Insel im selben Jahr an das Königreich Frankreich verkauft, doch war unter Führung von Pasquale Paoli ein Aufstand gegen die Franzosen ausgebrochen, an dem auch Carlo Buonaparte in diplomatischen Missionen sowie zuletzt als Capitano einer Kompanie Partisanen teilnahm. Nach der Niederschlagung des Aufstands wurde er aber amnestiert, erhielt seinen Besitz zurück und 1771 sogar eine französische Adelsanerkennung durch Ludwig XV.
Dank eines königlichen Stipendiums für verarmte französische Adlige konnten Joseph und Napoléon Bonaparte 1779 zusammen ein Internat in Autun besuchen. Ursprünglich sollte er die Laufbahn eines Geistlichen antreten, studierte dann aber wie sein Vater Jura an der Universität in Pisa. Nach dem Tod des Vaters kehrte er nach Korsika zur Familie zurück und arbeitete als Rechtsanwalt.
Zu Beginn der französischen Revolution wurde er zum Vorsitzenden des Distriktrates von Ajaccio gewählt, während Napoleon Leutnant der Nationalgarde auf Korsika wurde. Beide gerieten später in politischen Gegensatz zu dem aus dem englischen Exil heimgekehrten Pasquale Paoli, der die Familie seines einstigen Gefolgsmannes als Verräter betrachtete. Während die Brüder Bonaparte die Konventsherrschaft in Frankreich unterstützten, war Paoli, hinter dem die Mehrheit der Insel stand, deutlich gemäßigter. Joseph musste nach Marseille fliehen, in Begleitung seiner Mutter und einiger jüngster Geschwister. Am 1. August 1794 heiratete er dort Julie Clary.
Im Jahr 1796 begleitete er seinen Bruder zu Beginn von dessen Italienfeldzug. Er hatte Anteil an den Verhandlungen mit dem Königreich Sardinien, die zum Waffenstillstand von Cherasco führten. Er nahm danach Teil an der französischen Militärexpedition zur Zurückeroberung des inzwischen von den Briten besetzten Korsika. Danach war er an der Neuordnung der Verhältnisse auf der Insel beteiligt.
Von der Regierung in Paris wurde er 1797 in diplomatischer Mission an den Hof von Parma und danach nach Rom entsandt. Danach wurde er als Vertreter von Korsika Mitglied im Rat der Fünfhundert.

## Diplomat und König von Neapel

Wappen Joseph Bonapartes als König von Neapel

Er war im Gegensatz zu seinem Bruder Lucien am Staatsstreich Napoleons vom 18. Brumaire 1799 kaum beteiligt. Danach wurde er Mitglied im Staatsrat und im Corps Législatif. Joseph Bonaparte war 1800 federführend bei der Ausarbeitung des Vertrags von Mortefontaine, eines Handelsvertrags zwischen Frankreich und den Vereinigten Staaten. Ein Jahr später leitete er die französische Delegation bei den Verhandlungen, die zum Frieden von Lunéville führten.  Im Jahr 1802 war er einer der französischen Gesandten, die mit dem britischen Unterhändler Lord Cornwallis verhandelten. Dies führte 1802 zum Frieden von Amiens.
Nachdem Napoleon zum Konsul auf Lebenszeit ernannt worden war, kam es mit Joseph zum Streit um die mögliche Nachfolge. Während Napoleon den Sohn von Louis Bonaparte bevorzugte, wollte Joseph selbst berücksichtigt werden. Nach der Proklamation des Kaiserreichs 1804 gewann dieser Konflikt an Schärfe, obwohl Napoleon ihn in jenem Jahr als Großwahlherr (grand électeur) zum Großwürdenträger des Französischen Kaiserreichs ernannte. Auch vertrat Joseph seinen Bruder als eine Art Regent in Frankreich, während Napoléon 1805 in Deutschland Krieg führte.
Napoléon sandte ihn 1806 nach Neapel, um die dort herrschenden Bourbonen zu vertreiben und das Gebiet dem französischen Machtbereich einzugliedern. Ein Jahr später wurde er zum König von Neapel proklamiert. Zur Zeit seiner Herrschaft bemühte er sich um die Beseitigung feudaler Strukturen und einer Reform der katholischen Orden. Außerdem kam es zu Veränderungen im Justiz-, Finanz- und Bildungssystem. Napoléon war aber dennoch zunehmend unzufrieden mit seinem Bruder. Er wurde 1808 als König von Neapel durch Joachim Murat ersetzt.

## Spanischer König

Wappen Joseph Bonapartes als König von Spanien

Nach der Abdankung von Karl IV. und Ferdinand VII. wurde Joseph am 6. Juni 1808 von Napoléon I. unter Beteiligung des Kastilienrates zum König von Spanien proklamiert. Nachdem es bereits im Mai 1808 zu Aufständen gekommen war, breitete sich nach seiner Proklamation der Widerstand aus. Dieser mündete in einem dauerhaften Kleinkrieg, der die gesamte Regierungszeit Josephs überschattete.
Joseph war bemüht, die politischen und wirtschaftlichen Grundlagen des Staates zu modernisieren. Im Juni 1808 wurde in Bayonne eine verfassungsgebende Versammlung einberufen. Diese hatte zwar ständischen Charakter, war jedoch aufgrund der überstürzten Einberufung teilweise willkürlich zusammengesetzt. In der ausgearbeiteten Verfassung wurden zwar einige Sonderrechte der Provinzen beschnitten, allerdings konnten weder die Abschaffung der Privilegien von Adel und Kirche noch die Einführung des Code civil durchgesetzt werden. Die Verfassung von Bayonne ermöglichte Joseph, sich zumindest auf Teile der spanischen Liberalen und Reformer zu stützen. Aufgrund der schwierigen militärischen Lage konnte der Verfassung von Anfang an nicht im ganzen Land Geltung verschafft werden. Eine Verwaltungsreform blieb bereits in Ansätzen stecken. Lediglich die Abschaffung des Kastilienrates zugunsten der einzelnen Ministerien und die Einteilung des Landes in Präfekturen nach französischem Vorbild konnten erreicht werden.
Der andauernde Guerilla-Krieg verhinderte auch eine Sanierung der Staatsfinanzen. Während der Regierungszeit Josephs war es nicht möglich, einen ordentlichen Staatshaushalt aufzustellen. Spanien stand in dieser Zeit ständig am Rand des Staatsbankrotts.
Die Herrschaft Josephs war von Anfang an stark eingeschränkt. Zum einen unterstanden die Befehlshaber faktisch Napoléon I. Erst Ende März 1812 wurde Joseph offiziell der Oberbefehl über die im Land befindlichen französischen Truppen übertragen. Zum anderen behielt sich Napoléon I. wichtige Entscheidungen selbst vor. In einer Proklamation im Januar 1810 verkündete er schließlich, dass er Spanien aufteilen könne, wenn es sich weiterhin feindlich verhielte. Infolge dieser Proklamation errichtete er vier Militärregierungen (Aragonien, Katalonien, Navarra und Biskaya), die ihre Provinzen nach Kriegsrecht regieren sollten. Zwar konnte Joseph die Zusage erreichen, über Maßnahmen in deren Gebiet informiert zu werden, jedoch erwies sich diese in der Praxis als wertlos. Da weitere Landstriche von der feindlichen Junta kontrolliert wurden, konnte Joseph über weite Teile Spaniens keine reelle Macht ausüben. Größeren Rückhalt hatte Joseph demgegenüber in Katalonien, dem Baskenland und Valencia, doch 1812 wurde Katalonien direkt an Napoleons Frankreich angegliedert.

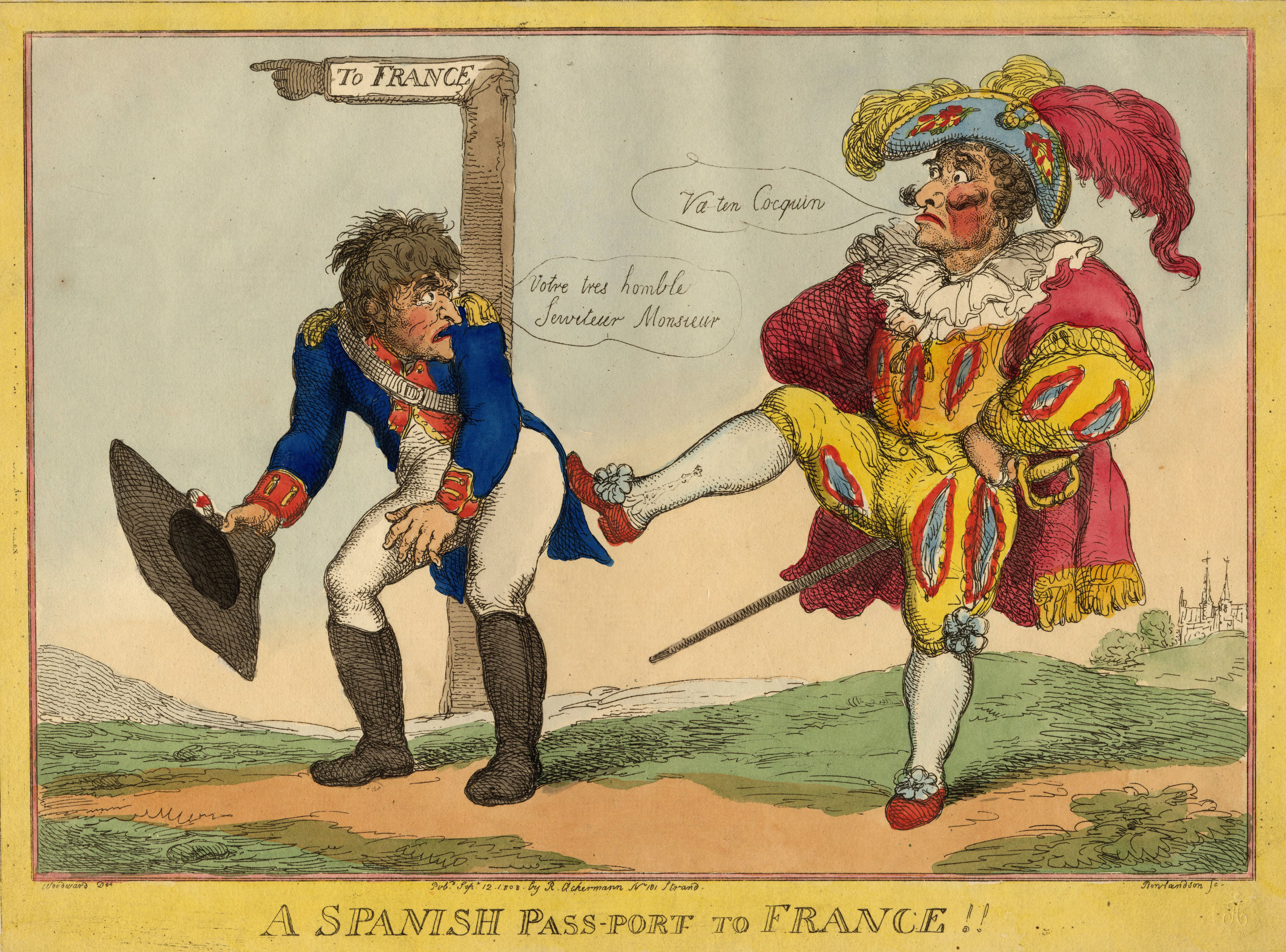
Britische Karikatur

Im Laufe des Jahres 1813 verschlechterte sich seine militärische Lage im Unabhängigkeitskrieg der Spanier. Napoléon I. war spätestens nach der schweren Niederlage Marschall Jourdans in der Schlacht bei Vitoria im Juni 1813 bereit, den Krieg in Spanien dadurch zu beenden, dass er Spanien räumte und Ferdinand VII. wieder als spanischen König anerkannte. Infolge des Vertrags von Valençay vom 11. Dezember 1813 musste Joseph daher auf die Herrschaft über Spanien verzichten.

## Nach dem Ende der napoleonischen Herrschaft
Nach dem Sturz seines Bruders ging er zuerst 1814 ins Exil in die Schweiz, wo er bis zur Rückkehr Napoleons aus Elba auf Schloss Prangins am Genfer See residierte. Während der Herrschaft der Hundert Tage führte Joseph die Regierungsgeschäfte in Paris.
Danach emigrierte er in die Vereinigten Staaten. Er kam am 28. August 1815 mit seinem spanischen Ordonnanzoffizier Unzaga, seinem Dolmetscher James Carret, einem Amerikaner, der im Norden des Staates New York aufgewachsen war, seinem Koch Francois Parrot und seinem Sekretär Louis Mailliard in New York an. Es wird gesagt, dass der Kongressabgeordnete Henry Clay seine Hotelsuite geräumt hatte, um Joseph einen Platz zum Bleiben anzubieten. Joseph hatte Julie und die Mädchen in Paris gelassen.

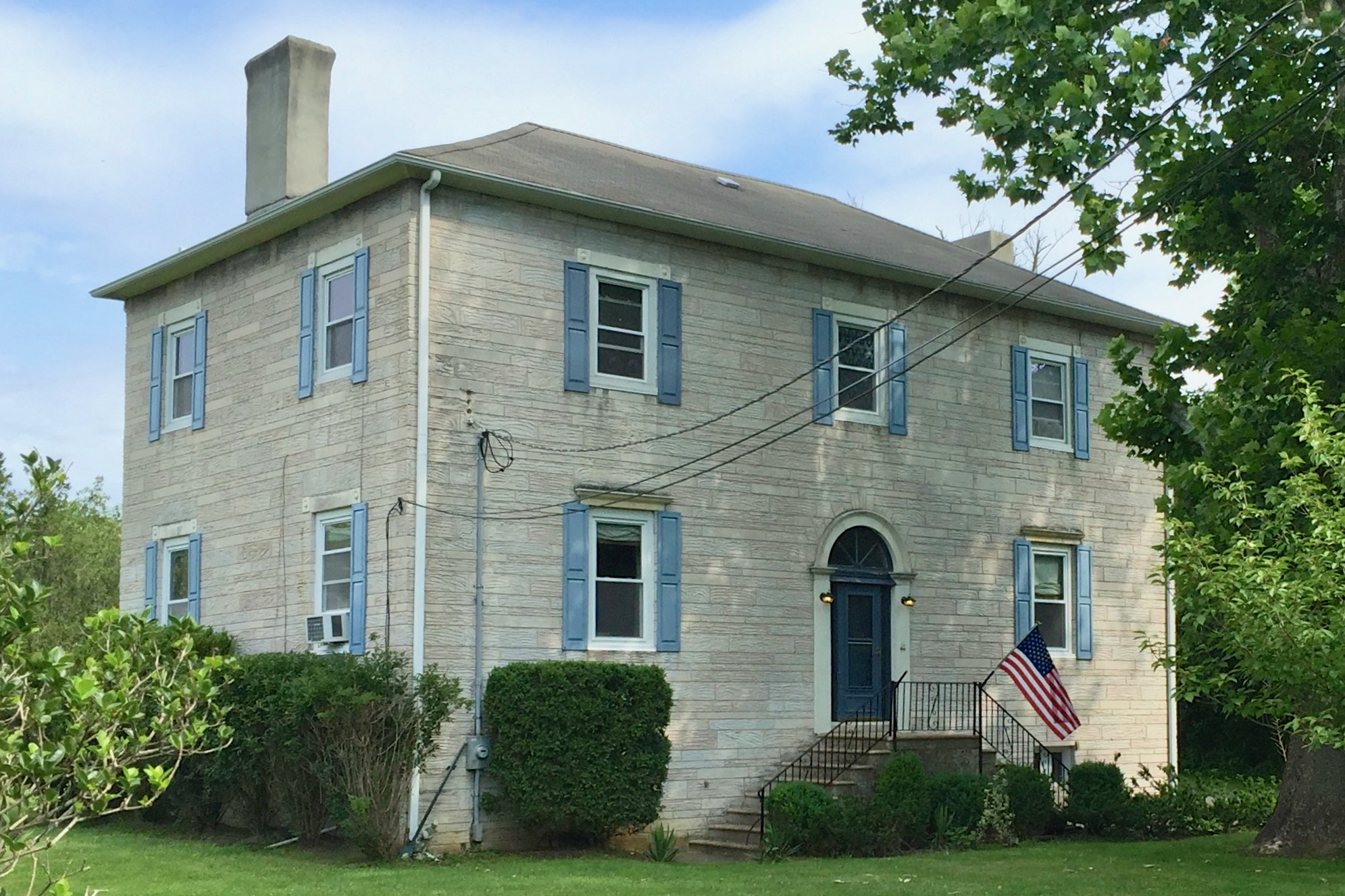
Landhaus „Point Breeze“ in Bordentown, New Jersey

Um inkognito zu bleiben, nahm er den Titel eines Grafen von Survilliers an, nach einem kleinen Eigentum, das er in der Nähe von Paris besaß. Er konnte einen Großteil seines Vermögens in die Vereinigten Staaten übertragen, wo er es investierte. Lange Zeit versuchte er über einen Agenten vergeblich, das mittlerweile verwahrloste Schloss Prangins zu verkaufen, was erst 1827 gelang. Er mietete ein Haus in Philadelphia und kaufte ein Anwesen namens „Point Breeze“ in Bordentown, New Jersey. Er kaufte auch ein großes Stück Land im Staat New York, in dem er umfangreiche Verbesserungen vornahm. Das letztere enthielt einen 1200 acres (486 ha) großen See, den Josef nach der Göttin der Jagd den Diana-See nannte. Er ist heute bekannt als Lake Bonaparte.
Josephs Häuser wurden zum Sammelplatz für andere bonapartistische Verbannte, darunter Charles und Henri Lallemand und Charles Lefebvre-Desnouettes. Er unterstützte auch großzügig die verbannten Franzosen der Society for the Cultivation of the Vine and the Olive („Gesellschaft für den Anbau von Reben und Oliven“).
Wie man aus der Gästeliste seiner Geburtstagsparty in „Point Breeze“ ersehen kann, entwickelte Joseph Freundschaften mit vielen prominenten Amerikanern, darunter Charles Stewart (sein Haus „Old Ironsides“ stand in der Nachbarschaft von Point Breeze), Joseph Hopkinson, Nicholas Biddle, Charles Ingersoll und Stephen Girard. Er wurde Mitglied der American Philosophical Society, wo er die Bekanntschaft weiterer bedeutender Persönlichkeiten machte.
Bereits 1803 war er zum Mitglied der Académie des Inscriptions et Belles-Lettres gewählt worden, 1816 jedoch wurde er ausgeschlossen.
Joseph Bonaparte blieb 17 Jahre in den Vereinigten Staaten, bevor er wieder nach Europa zurückkehrte.
Er starb 1844 in Florenz und wurde wie Napoleon im Invalidendom in Paris bestattet.

## Nachkommen

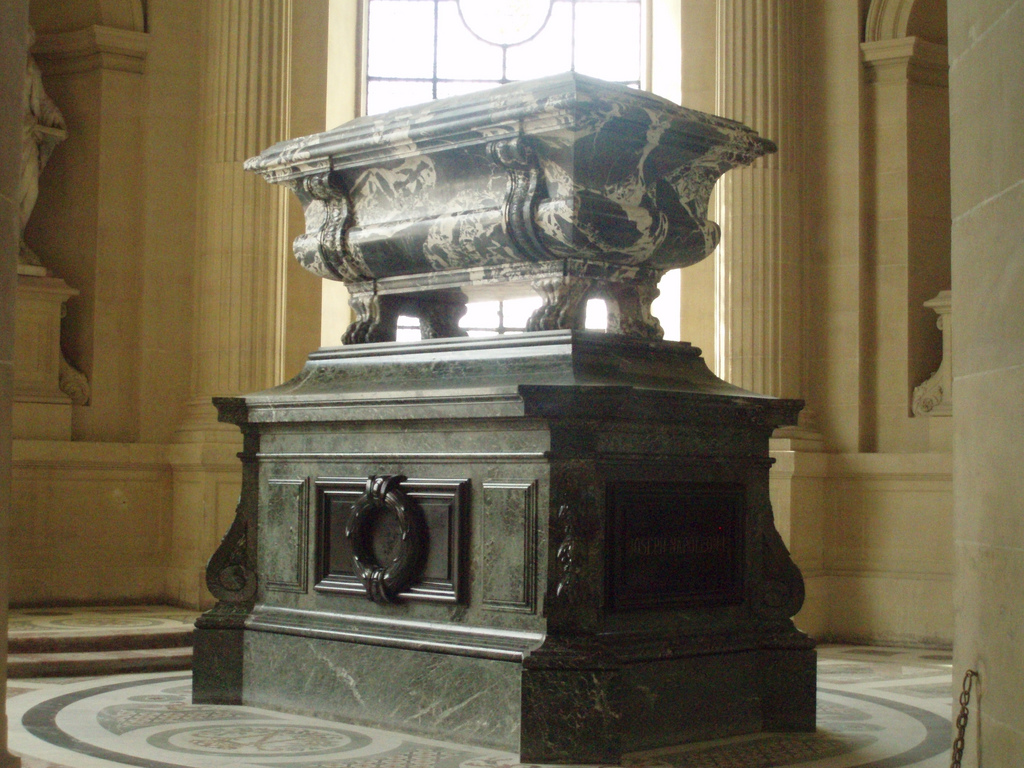
Joseph Bonapartes Grabmal im Pariser Invalidendom

Joseph Bonaparte heiratete am 1. August 1794 Julie Clary, eine Tochter von François Clary (* 1725). Ihre Schwester war Désirée Clary, die Ehefrau von Jean Baptiste Bernadotte. Aus dieser Ehe entstammten zwei Töchter:
- Zenaïde Charlotte Julie (1801–1854) ⚭ Charles Lucien Jules Laurent Bonaparte (1803–1857)
- Charlotte Napoléone (1802–1839) ⚭ Napoléon Louis Bonaparte (1804–1831)

Joseph hatte zwei uneheliche Kinder während seiner Zeit im amerikanischen Exil mit Annette Savage:
- Pauline Anne, starb jung
- Caroline Charlotte (1822–1890); verheiratet mit Col. Zebulon Howell Benton

## Abstammung
|                                              |                                              |                                              |                                              |                                              |                                              |  |  |                                                |                                                |                                                |                                                |                                                |                                                |  |  | Sebastiano Nicolo Buonaparte ⚭ Maria Anna Tusoli | Sebastiano Nicolo Buonaparte ⚭ Maria Anna Tusoli | Sebastiano Nicolo Buonaparte ⚭ Maria Anna Tusoli | Sebastiano Nicolo Buonaparte ⚭ Maria Anna Tusoli | Sebastiano Nicolo Buonaparte ⚭ Maria Anna Tusoli | Sebastiano Nicolo Buonaparte ⚭ Maria Anna Tusoli |  |  | Giuseppe Maria Paravisini ⚭ Anna Maria Salineri | Giuseppe Maria Paravisini ⚭ Anna Maria Salineri | Giuseppe Maria Paravisini ⚭ Anna Maria Salineri | Giuseppe Maria Paravisini ⚭ Anna Maria Salineri | Giuseppe Maria Paravisini ⚭ Anna Maria Salineri | Giuseppe Maria Paravisini ⚭ Anna Maria Salineri |  |  | Giovanni-Agostino Ramolino ⚭ Angela-Maria Peri | Giovanni-Agostino Ramolino ⚭ Angela-Maria Peri | Giovanni-Agostino Ramolino ⚭ Angela-Maria Peri | Giovanni-Agostino Ramolino ⚭ Angela-Maria Peri | Giovanni-Agostino Ramolino ⚭ Angela-Maria Peri | Giovanni-Agostino Ramolino ⚭ Angela-Maria Peri |  |  | Giuseppe Pietrasanta ⚭ Maria-Giuseppe Malerba                       | Giuseppe Pietrasanta ⚭ Maria-Giuseppe Malerba                       | Giuseppe Pietrasanta ⚭ Maria-Giuseppe Malerba                       | Giuseppe Pietrasanta ⚭ Maria-Giuseppe Malerba                       | Giuseppe Pietrasanta ⚭ Maria-Giuseppe Malerba                       | Giuseppe Pietrasanta ⚭ Maria-Giuseppe Malerba                       |  |  |                                  |                                  |                                  |                                  |                                  |                                  |  |  |                                                      |                                                      |                                                      |                                                      |                                                      |                                                      |  |  |  |  |  |  |  |  |  |  |  |  |  |  |  |  |  |  |  |  |  |  |  |  |
|                                              |                                              |                                              |                                              |                                              |                                              |  |  |                                                |                                                |                                                |                                                |                                                |                                                |  |  | Sebastiano Nicolo Buonaparte ⚭ Maria Anna Tusoli | Sebastiano Nicolo Buonaparte ⚭ Maria Anna Tusoli | Sebastiano Nicolo Buonaparte ⚭ Maria Anna Tusoli | Sebastiano Nicolo Buonaparte ⚭ Maria Anna Tusoli | Sebastiano Nicolo Buonaparte ⚭ Maria Anna Tusoli | Sebastiano Nicolo Buonaparte ⚭ Maria Anna Tusoli |  |  | Giuseppe Maria Paravisini ⚭ Anna Maria Salineri | Giuseppe Maria Paravisini ⚭ Anna Maria Salineri | Giuseppe Maria Paravisini ⚭ Anna Maria Salineri | Giuseppe Maria Paravisini ⚭ Anna Maria Salineri | Giuseppe Maria Paravisini ⚭ Anna Maria Salineri | Giuseppe Maria Paravisini ⚭ Anna Maria Salineri |  |  | Giovanni-Agostino Ramolino ⚭ Angela-Maria Peri | Giovanni-Agostino Ramolino ⚭ Angela-Maria Peri | Giovanni-Agostino Ramolino ⚭ Angela-Maria Peri | Giovanni-Agostino Ramolino ⚭ Angela-Maria Peri | Giovanni-Agostino Ramolino ⚭ Angela-Maria Peri | Giovanni-Agostino Ramolino ⚭ Angela-Maria Peri |  |  | Giuseppe Pietrasanta ⚭ Maria-Giuseppe Malerba                       | Giuseppe Pietrasanta ⚭ Maria-Giuseppe Malerba                       | Giuseppe Pietrasanta ⚭ Maria-Giuseppe Malerba                       | Giuseppe Pietrasanta ⚭ Maria-Giuseppe Malerba                       | Giuseppe Pietrasanta ⚭ Maria-Giuseppe Malerba                       | Giuseppe Pietrasanta ⚭ Maria-Giuseppe Malerba                       |  |  |                                  |                                  |                                  |                                  |                                  |                                  |  |  |                                                      |                                                      |                                                      |                                                      |                                                      |                                                      |  |  |  |  |  |  |  |  |  |  |  |  |  |  |  |  |  |  |  |  |  |  |  |  |
|                                              |                                              |                                              |                                              |                                              |                                              |  |  |                                                |                                                |                                                |                                                |                                                |                                                |  |  | Giuseppe Maria Buonaparte                        | Giuseppe Maria Buonaparte                        | Giuseppe Maria Buonaparte                        | Giuseppe Maria Buonaparte                        | Giuseppe Maria Buonaparte                        | Giuseppe Maria Buonaparte                        |  |  | Maria Saveria Paravisini                        | Maria Saveria Paravisini                        | Maria Saveria Paravisini                        | Maria Saveria Paravisini                        | Maria Saveria Paravisini                        | Maria Saveria Paravisini                        |  |  | Giovanni Geronimo Ramolino                     | Giovanni Geronimo Ramolino                     | Giovanni Geronimo Ramolino                     | Giovanni Geronimo Ramolino                     | Giovanni Geronimo Ramolino                     | Giovanni Geronimo Ramolino                     |  |  | Angela Maria Pietrasanta Giuseppe Pietrasanta                       | Angela Maria Pietrasanta Giuseppe Pietrasanta                       | Angela Maria Pietrasanta Giuseppe Pietrasanta                       | Angela Maria Pietrasanta Giuseppe Pietrasanta                       | Angela Maria Pietrasanta Giuseppe Pietrasanta                       | Angela Maria Pietrasanta Giuseppe Pietrasanta                       |  |  |                                  |                                  |                                  |                                  |                                  |                                  |  |  |                                                      |                                                      |                                                      |                                                      |                                                      |                                                      |  |  |  |  |  |  |  |  |  |  |  |  |  |  |  |  |  |  |  |  |  |  |  |  |
|                                              |                                              |                                              |                                              |                                              |                                              |  |  |                                                |                                                |                                                |                                                |                                                |                                                |  |  | Giuseppe Maria Buonaparte                        | Giuseppe Maria Buonaparte                        | Giuseppe Maria Buonaparte                        | Giuseppe Maria Buonaparte                        | Giuseppe Maria Buonaparte                        | Giuseppe Maria Buonaparte                        |  |  | Maria Saveria Paravisini                        | Maria Saveria Paravisini                        | Maria Saveria Paravisini                        | Maria Saveria Paravisini                        | Maria Saveria Paravisini                        | Maria Saveria Paravisini                        |  |  | Giovanni Geronimo Ramolino                     | Giovanni Geronimo Ramolino                     | Giovanni Geronimo Ramolino                     | Giovanni Geronimo Ramolino                     | Giovanni Geronimo Ramolino                     | Giovanni Geronimo Ramolino                     |  |  | Angela Maria Pietrasanta Giuseppe Pietrasanta                       | Angela Maria Pietrasanta Giuseppe Pietrasanta                       | Angela Maria Pietrasanta Giuseppe Pietrasanta                       | Angela Maria Pietrasanta Giuseppe Pietrasanta                       | Angela Maria Pietrasanta Giuseppe Pietrasanta                       | Angela Maria Pietrasanta Giuseppe Pietrasanta                       |  |  |                                  |                                  |                                  |                                  |                                  |                                  |  |  |                                                      |                                                      |                                                      |                                                      |                                                      |                                                      |  |  |  |  |  |  |  |  |  |  |  |  |  |  |  |  |  |  |  |  |  |  |  |  |
|                                              |                                              |                                              |                                              |                                              |                                              |  |  |                                                |                                                |                                                |                                                |                                                |                                                |  |  |                                                  |                                                  |                                                  |                                                  |                                                  |                                                  |  |  |                                                 |                                                 |                                                 |                                                 |                                                 |                                                 |  |  |                                                |                                                |                                                |                                                |                                                |                                                |  |  |                                                                     |                                                                     |                                                                     |                                                                     |                                                                     |                                                                     |  |  |                                  |                                  |                                  |                                  |                                  |                                  |  |  |                                                      |                                                      |                                                      |                                                      |                                                      |                                                      |  |  |  |  |  |  |  |  |  |  |  |  |  |  |  |  |  |  |  |  |  |  |  |  |
|                                              |                                              |                                              |                                              |                                              |                                              |  |  |                                                |                                                |                                                |                                                |                                                |                                                |  |  |                                                  |                                                  |                                                  |                                                  |                                                  |                                                  |  |  |                                                 |                                                 |                                                 |                                                 |                                                 |                                                 |  |  |                                                |                                                |                                                |                                                |                                                |                                                |  |  |                                                                     |                                                                     |                                                                     |                                                                     |                                                                     |                                                                     |  |  |                                  |                                  |                                  |                                  |                                  |                                  |  |  |                                                      |                                                      |                                                      |                                                      |                                                      |                                                      |  |  |  |  |  |  |  |  |  |  |  |  |  |  |  |  |  |  |  |  |  |  |  |  |
|                                              |                                              |                                              |                                              |                                              |                                              |  |  |                                                |                                                |                                                |                                                |                                                |                                                |  |  |                                                  |                                                  |                                                  |                                                  |                                                  |                                                  |  |  | Carlo Buonaparte                                | Carlo Buonaparte                                | Carlo Buonaparte                                | Carlo Buonaparte                                | Carlo Buonaparte                                | Carlo Buonaparte                                |  |  | Letizia Ramolino                               | Letizia Ramolino                               | Letizia Ramolino                               | Letizia Ramolino                               | Letizia Ramolino                               | Letizia Ramolino                               |  |  |                                                                     |                                                                     |                                                                     |                                                                     |                                                                     |                                                                     |  |  |                                  |                                  |                                  |                                  |                                  |                                  |  |  |                                                      |                                                      |                                                      |                                                      |                                                      |                                                      |  |  |  |  |  |  |  |  |  |  |  |  |  |  |  |  |  |  |  |  |  |  |  |  |
|                                              |                                              |                                              |                                              |                                              |                                              |  |  |                                                |                                                |                                                |                                                |                                                |                                                |  |  |                                                  |                                                  |                                                  |                                                  |                                                  |                                                  |  |  | Carlo Buonaparte                                | Carlo Buonaparte                                | Carlo Buonaparte                                | Carlo Buonaparte                                | Carlo Buonaparte                                | Carlo Buonaparte                                |  |  | Letizia Ramolino                               | Letizia Ramolino                               | Letizia Ramolino                               | Letizia Ramolino                               | Letizia Ramolino                               | Letizia Ramolino                               |  |  |                                                                     |                                                                     |                                                                     |                                                                     |                                                                     |                                                                     |  |  |                                  |                                  |                                  |                                  |                                  |                                  |  |  |                                                      |                                                      |                                                      |                                                      |                                                      |                                                      |  |  |  |  |  |  |  |  |  |  |  |  |  |  |  |  |  |  |  |  |  |  |  |  |
|                                              |                                              |                                              |                                              |                                              |                                              |  |  |                                                |                                                |                                                |                                                |                                                |                                                |  |  |                                                  |                                                  |                                                  |                                                  |                                                  |                                                  |  |  |                                                 |                                                 |                                                 |                                                 |                                                 |                                                 |  |  |                                                |                                                |                                                |                                                |                                                |                                                |  |  |                                                                     |                                                                     |                                                                     |                                                                     |                                                                     |                                                                     |  |  |                                  |                                  |                                  |                                  |                                  |                                  |  |  |                                                      |                                                      |                                                      |                                                      |                                                      |                                                      |  |  |  |  |  |  |  |  |  |  |  |  |  |  |  |  |  |  |  |  |  |  |  |  |
|                                              |                                              |                                              |                                              |                                              |                                              |  |  |                                                |                                                |                                                |                                                |                                                |                                                |  |  |                                                  |                                                  |                                                  |                                                  |                                                  |                                                  |  |  |                                                 |                                                 |                                                 |                                                 |                                                 |                                                 |  |  |                                                |                                                |                                                |                                                |                                                |                                                |  |  |                                                                     |                                                                     |                                                                     |                                                                     |                                                                     |                                                                     |  |  |                                  |                                  |                                  |                                  |                                  |                                  |  |  |                                                      |                                                      |                                                      |                                                      |                                                      |                                                      |  |  |  |  |  |  |  |  |  |  |  |  |  |  |  |  |  |  |  |  |  |  |  |  |
| Joseph (König von Neapel, König von Spanien) | Joseph (König von Neapel, König von Spanien) | Joseph (König von Neapel, König von Spanien) | Joseph (König von Neapel, König von Spanien) | Joseph (König von Neapel, König von Spanien) | Joseph (König von Neapel, König von Spanien) |  |  | Napoleon (Erster Konsul, Kaiser der Franzosen) | Napoleon (Erster Konsul, Kaiser der Franzosen) | Napoleon (Erster Konsul, Kaiser der Franzosen) | Napoleon (Erster Konsul, Kaiser der Franzosen) | Napoleon (Erster Konsul, Kaiser der Franzosen) | Napoleon (Erster Konsul, Kaiser der Franzosen) |  |  | Lucien (Französischer Innenminister)             | Lucien (Französischer Innenminister)             | Lucien (Französischer Innenminister)             | Lucien (Französischer Innenminister)             | Lucien (Französischer Innenminister)             | Lucien (Französischer Innenminister)             |  |  | Louis (König von Holland)                       | Louis (König von Holland)                       | Louis (König von Holland)                       | Louis (König von Holland)                       | Louis (König von Holland)                       | Louis (König von Holland)                       |  |  | Jérôme (König von Westphalen)                  | Jérôme (König von Westphalen)                  | Jérôme (König von Westphalen)                  | Jérôme (König von Westphalen)                  | Jérôme (König von Westphalen)                  | Jérôme (König von Westphalen)                  |  |  | Elisa (Fürstin von Lucca und Piombino und Großherzogin der Toskana) | Elisa (Fürstin von Lucca und Piombino und Großherzogin der Toskana) | Elisa (Fürstin von Lucca und Piombino und Großherzogin der Toskana) | Elisa (Fürstin von Lucca und Piombino und Großherzogin der Toskana) | Elisa (Fürstin von Lucca und Piombino und Großherzogin der Toskana) | Elisa (Fürstin von Lucca und Piombino und Großherzogin der Toskana) |  |  | Pauline (Herzogin von Guastalla) | Pauline (Herzogin von Guastalla) | Pauline (Herzogin von Guastalla) | Pauline (Herzogin von Guastalla) | Pauline (Herzogin von Guastalla) | Pauline (Herzogin von Guastalla) |  |  | Caroline (Großherzogin von Berg, Königin von Neapel) | Caroline (Großherzogin von Berg, Königin von Neapel) | Caroline (Großherzogin von Berg, Königin von Neapel) | Caroline (Großherzogin von Berg, Königin von Neapel) | Caroline (Großherzogin von Berg, Königin von Neapel) | Caroline (Großherzogin von Berg, Königin von Neapel) |  |  |  |  |  |  |  |  |  |  |  |  |  |  |  |  |  |  |  |  |  |  |  |  |